# Моран, Хуан
Хуан Сегундо Моран (исп. Juan Segundo Morán; родился 10 июля 2006) — аргентинский футболист, левый защитник клуба «Годой-Крус».

## Клубная карьера
Воспитанник футбольной академии клуба «Годой-Крус», за которую выступал с 13-летнего возраста. В основном составе «Расинга» дебютировал 10 ноября 2024 года в матче аргентинской Примеры против «Тальереса». В том же месяце подписал свой первый профессиональный контракт с клубом.